# ورزشگاه لودویس پارک
 ورزشگاه لودویس پارک  (به انگلیسی: Ludwigsparkstadion) ورزشگاهی چند منظوره در شهر زاربروکن در کشور آلمان است.